# Rhododendron pudorinum
Rhododendron pudorinum är en ljungväxtart som beskrevs av Herman Otto Sleumer. Rhododendron pudorinum ingår i släktet rododendron, och familjen ljungväxter. Inga underarter finns listade i Catalogue of Life.